# Metabolisme del calci
El metabolisme del calci és el moviment i la regulació dels ions calci (Ca22+) cap a l'interior (a través de l'intestí) i cap a l'exterior (a través de l'intestí i els ronyons) del cos i entre els compartiments corporals: el plasma sanguini, els líquids extracel·lulars i intracel·lulars i els ossos. L'os actua com a centre d'emmagatzematge de calci per a dipòsits i extraccions, segons la necessitat de la sang mitjançant una remodelació continua dels ossos.:276–277
Un aspecte important del metabolisme del calci és l'homeòstasi del calci plasmàtic, la regulació dels ions calci al plasma sanguini dins d'uns límits estrets. El nivell de calci al plasma està regulat per les hormones paratiroidal (PTH) i calcitonina. La PTH és alliberada per les cèl·lules principals de les glàndules paratiroides quan el nivell de calci en plasma cau per sota del rang normal per augmentar-lo; la calcitonina és alliberada per les cèl·lules parafol·liculars de la glàndula tiroide quan el nivell plasmàtic de calci està per sobre del rang normal per tal de baixar-lo.